# Mörkbrämat ängsfly
Mörkbrämat ängsfly (Mniotype bathensis) är en fjärilsart som först beskrevs av Karl von Lutzau 1901.
Mörkbrämat ängsfly ingår i släktet Mniotype och familjen nattflyn. Enligt den finländska rödlistan är arten sårbar i Finland. Arten förekommer tillfälligt i Sverige, men reproducerar sig inte. Artens livsmiljö är kulturmarker och andra av människan skapade miljöer.